# Synaptisches Vesikel

Erregungsübertragung von einer Nervenzelle A zu einer Zelle B
(synaptische Transmission)
1 – Mitochondrium
2 – synaptisches Vesikel
3 – präsynaptischer Autorezeptor
4 – synaptischer Spalt mit Transmitter
5 – postsynaptischer Rezeptor
6 – Calciumkanal
7 – Freisetzung durch Exozytose
8 – Aktiver Transport, eventuell mit Wiederaufnahme von Neurotransmitter

Als synaptisches Vesikel oder synaptisches Bläschen wird ein Vesikel (Bläschen) in der präsynaptischen Endigung einer Nervenzelle bezeichnet, das membranumhüllt Neurotransmitter enthält.
Synaptische Vesikel sind notwendige Elemente für die Erregungsübertragung an einer chemischen Synapse zwischen Nervenzellen und anderen nachgeschalteten Zellen. Die im Zytoplasma der präsynaptischen Region an der Zellmembran gelegenen synaptischen Vesikel können auf ein Aktionspotential hin mit dieser verschmelzen und so per Exozytose ihr jeweiliges Quantum an Neurotransmitter in den synaptischen Spalt freisetzen.

## Eigenschaften
Synaptische Vesikel sind kleine einheitlich gebaute Organellen eines Neurons, deren kugelförmiger membranumhüllter Flüssigkeitsraum eine bestimmte Menge an spezifischen Botenstoffmolekülen enthält. Klassische niedermolekulare Neurotransmitter sind der Inhalt von kleinen synaptischen Vesikeln (englisch small synaptic vesicles, SSV). Deren mittlerer Durchmesser kann von Synapse zu Synapse variieren und liegt bei 30 bis 50 nm.
Daneben sind manchmal noch größere Vesikel mit dichterem Kernbereich (englisch large dense-core vesicles, LDCV) und einem Durchmesser von 100–300 nm anzutreffen, die zumeist als Neuromodulatoren wirkende Neuropeptide enthalten. Nicht selten finden sich so in einer Präsynapse unterschiedliche Vesikeltypen mit verschiedenen Neurotransmittern beziehungsweise Kotransmittern.
Wenn ein synaptisches Vesikel in unmittelbarer Nähe zur Zellmembran der präsynaptischen Region einer Axonterminale liegt, so kann es nach Eintreffen eines Aktionspotentials am synaptischen Endknopf vermittelt durch intrazelluläre Calcium-abhängige Signale zu einer Verschmelzung der Vesikelmembran mit der Zellmembran kommen. Diese Membranfusion ist Voraussetzung für den Exozytose genannten Vorgang, bei dem der Vesikelinhalt in den extrazellulären Raum entleert wird. Auf diese Weise wird hier das enthaltene Quantum an Neurotransmitter von einem Neuron in den schmalen synaptischen Spalt freigesetzt und erreicht per Diffusion die postsynaptische Region der nachgeordneten Zelle, in deren Zellmembran spezifische Rezeptorproteine für den jeweiligen Transmitter eingebaut sind.
Die Vesikelfüllung peptiderger Neuronen ist das Produkt einer Biosynthese im Golgi-Apparat. Einfacher gebaute Transmitter wie beispielsweise Acetylcholin können im Zytoplasma der Axonterminale synthetisiert und mittels Membrantransportern in synaptischen Vesikeln angereichert werden. Daneben ist bei verschiedenen Neuronen eine teilweise Wiederaufnahme von ausgeschüttetem Transmitter bzw. dessen Abbauprodukten möglich. Durch Abschnürung der Zellmembran nach innen als Endozytose im zuvor fusionierten Bereich besteht die Möglichkeit, Vesikelmembran zu recyceln (Synaptisches Vesikel-Recyling).
Bei vielen Neuronen scheint unter physiologischen Bedingungen nur ein Teil der synaptischen Vesikel mobilisiert zu werden, der übrige Anteil wird als Reservepool bezeichnet. Unter nicht physiologischen Bedingungen – in Zellkulturen bestimmter Neuronen (Pyramidalzellen aus der Hippocampusregion CA 1 von Ratten), die einzeln isoliert Synapsen auf sich selbst (Autapsen) bildeten – konnte bei zehnminütiger Reizung mit Frequenzen von 0,2 Hertz auch ein erheblicher Teil dieser Reservevesikel zur Entleerung gebracht werden.
Ein Parameter für das Quantum an freisetzbarem Transmitter ist die jeweilige Vesikelgröße. Im menschlichen Gehirn besitzen synaptische Vesikel von Neuronen im primären visuellen Cortex (V1) einen mittleren Durchmesser von etwa 40 nm.
Synaptische Vesikel bestehen zu über 60 Prozent ihrer Masse aus Proteinen. Ihre Membran ist dabei mit etwa 600 Transmembrandomänen durchsetzt, die etwa ein Viertel der Membranfläche einnehmen. Die Membran gereinigter synaptischer Vesikel enthält Proteine und Phospholipide, wobei sich die Phospholipide zusammensetzen aus ungefähr 40 % Phosphatidylcholin, 32 % Phosphatidylethanolamin, 12 % Phosphatidylserin, 5 % Phosphatidylinositol und 10 % Cholesterol.
An Proteinen enthält die Vesikelmembran mehr als 400 verschiedene Proteintypen, etwa 40 davon als integrale Membranproteine. Während die einen H+-Gradienten aufbauende V-ATPase nur in ein oder zwei Kopien vorhanden ist, liegen verschiedene Ionenkanal-Proteine je zahlreich vor, ebenso weitere Transportproteine für die Aufnahme der Neurotransmittermoleküle in die Vesikel (durch Antiport). Besondere Proteine ermöglichen die Prozesse der Exozytose bzw. Endozytose, so etwa 20 verschiedene SNARE-Membranproteine. Für die Fusion der Membran eines synaptischen Bläschens mit der Zellmembran sind sowohl spezifische Proteine in der Vesikelmembran (wie Synaptobrevin, Synaptophysin und Synaptotagmin) als auch in der aktiven Zone der präsynaptischen Zellmembran (wie Syntaxine und Neurexine) erforderlich. Bei den intrazellulären Verlagerungen von Vesikeln spielen verschiedene Rab-Proteine ihrer Membran eine Rolle.
Membrantransport von Neurotransmittern in synaptische Vesikel (durch Antiporter)
| Neurotransmitter                                            | Einwärts gerichtet      | Auswärts gerichtet |
| ----------------------------------------------------------- | ----------------------- | ------------------ |
| Noradrenalin, Dopamin, Histamin, Serotonin and Acetylcholin | Neurotransmitter+       | 2 H+               |
| GABA, Glycin                                                | Neurotransmitter        | 1 H+               |
| Glutamat                                                    | Neurotransmitter− + Cl− | 1 H+               |

Verschiedene Toxine hemmen die Vesikelfusion mit der präsynaptischen Zellmembran, z. B. Batrachotoxin, Tetanustoxin, Botulinumtoxin und alpha-Latrotoxin.

## Geschichte
Im Jahr 1950 wurde erstmals beobachtet, dass in Froschnervenzellen die Freisetzung von Neurotransmittern nach Eintreffen des präsynaptischen Aktionspotenzials in größeren, diskreten Einheiten erfolgte. Unter einem Transmissionselektronenmikroskop waren von George Palade und Kollegen zudem kleine Vesikel in den präsynaptischen Endigungen beobachtet worden. Darauf basierend wurde die „Vesikel-Hypothese“ entwickelt. Die Bezeichnung synaptisches Vesikel wurde im Jahr 1954 erstmals verwendet. Im Jahr 1962 wurden durch Zellfraktionierung als Synaptosomen bezeichnete synaptische Vesikel isoliert. Durch hypoosmotischen Zellaufschluss wurde die Reinigung der Synaptosomen verbessert und gezeigt, dass die Vesikel Acetylcholin enthielten. Es wurden etwa 1000 Acetylcholin-Moleküle pro Vesikel ermittelt. Die Freisetzung des Vesikelinhalts wurde in unterschiedlichen Tierarten repliziert. Die höchsten Konzentrationen an synaptischen Vesikeln wurden im elektrischen Organ von Zitterrochen gefunden.